# Seja-Bureja-Ebene
Die Seja-Bureja-Ebene (russisch Зе́йско-Буреи́нская равни́на, Seisko-Bureinskaja rawnina) ist eine Landschaft im Fernen Osten Russlands.

## Lage
Die Ebene erstreckt sich östlich der Unterläufe der Seja und ihres größten, linken Nebenflusses Selemdscha. Sie wird im Süden bis Südwesten vom Amur begrenzt und im Westen von der Mittelgebirgslandschaft, die sich zwischen Amur und Dschagdygebirge erstreckt. Entlang der Seja liegt die Ebene bei überwiegenden Höhen um 200 m über dem Meeresspiegel, wird in nordöstlicher und östlicher Richtung hügeliger und steigt bis auf etwa 300 m Höhe an, wo sie vom Turanagebirge begrenzt wird, einem Mittelgebirge, das die Wasserscheide zwischen den Einzugsgebieten von Selemdscha und Bureja darstellt. Im äußersten Südosten reicht die Ebene bis in das Mündungsgebiet der Bureja in den Amur.
Im nord-südlicher Richtung erstreckt sich die Seja-Bureja-Ebene über etwa 250 km, von West nach Ost bis zu mehr als 100 km, wobei sie sich in südlicher Richtung, zum Amur hin, verbreitert.

## Böden und Vegetation
Die Böden auf den lockeren sandigen bis tonigen Ablagerungen der Ebene sind überwiegend schwarzerdeähnlich oder braune Taigaböden, stellenweise gibt es Sumpfböden.
Für die natürliche Vegetation des Nordteils der Ebene sind Mischwälder aus Dahurischer Lärche (Larix gmelinii) und Mongolischer Eiche (Quercus mongolica) charakteristisch, für den Südteil Waldsteppen mit reinen Laubwäldern aus Eichen und Amur-Linden (Tilia amurensis) zwischen weitläufigen Graslandschaften (den „Amur-Prärien“).
Erstmals umfassend wissenschaftlich untersucht und dargestellt wurde die Natur des Gebietes von Grigori Grum-Grschimailo in seiner Beschreibung des Amurgebietes von 1894.

## Wirtschaft und Infrastruktur
Insbesondere der Zentral- und Südteil der Ebene wird, beginnend mit der russischen Kolonialisation des Gebietes in der zweiten Hälfte des 19. Jahrhunderts, intensiv landwirtschaftlich genutzt, sodass die natürliche Vegetation nur an wenigen Stellen erhalten ist. Die Seja-Bureja-Ebene ist heute das wichtigste Getreideanbaugebiet, insbesondere für Weizen, im Fernen Osten Russlands.
Administrativ liegt sie auf dem Territorium der Oblast Amur, deren größte Städte Blagoweschtschensk, Belogorsk und Swobodny inmitten der Ebene oder an ihrem Rand liegen. Die Transsibirische Eisenbahn und die Fernstraße M58 Amur, Teil der transkontinentalen Straßenverbindung, durchqueren die Ebene in ihrem zentralen Teil.

## Naturschutz
Im Südwesten der Ebene, im Bereich der Flussaue des Amur, liegt das 31.600 ha große Vogelschutzgebiet Murawjowski, Feuchtgebiet von internationaler Bedeutung nach Ramsar-Konvention.